# Кораблі одного класу

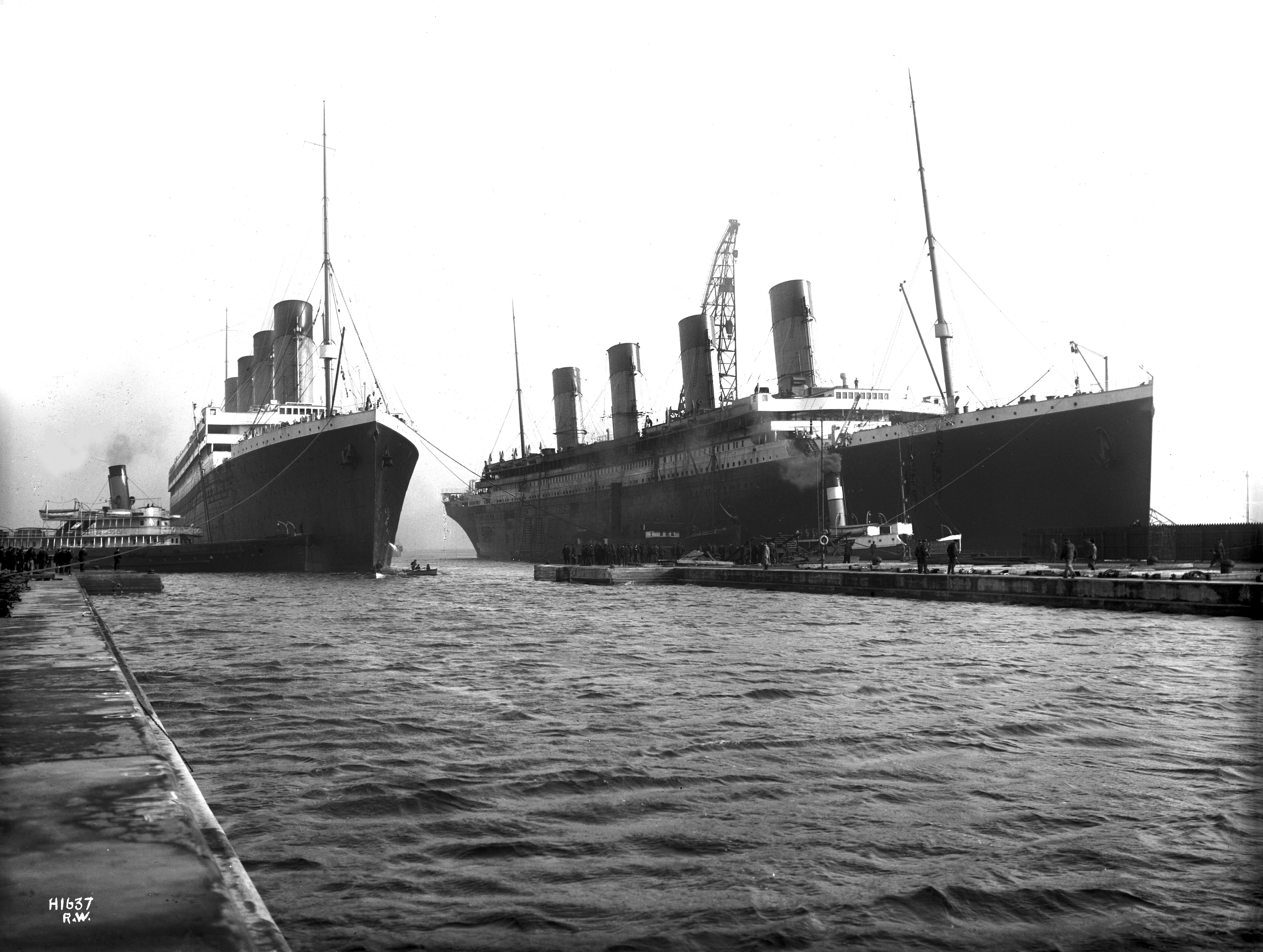
Судна-круїзні лайнери «Олімпік» та «Титанік» класу «Олімпік» у морському порту Белфаста. 6 березня 1912

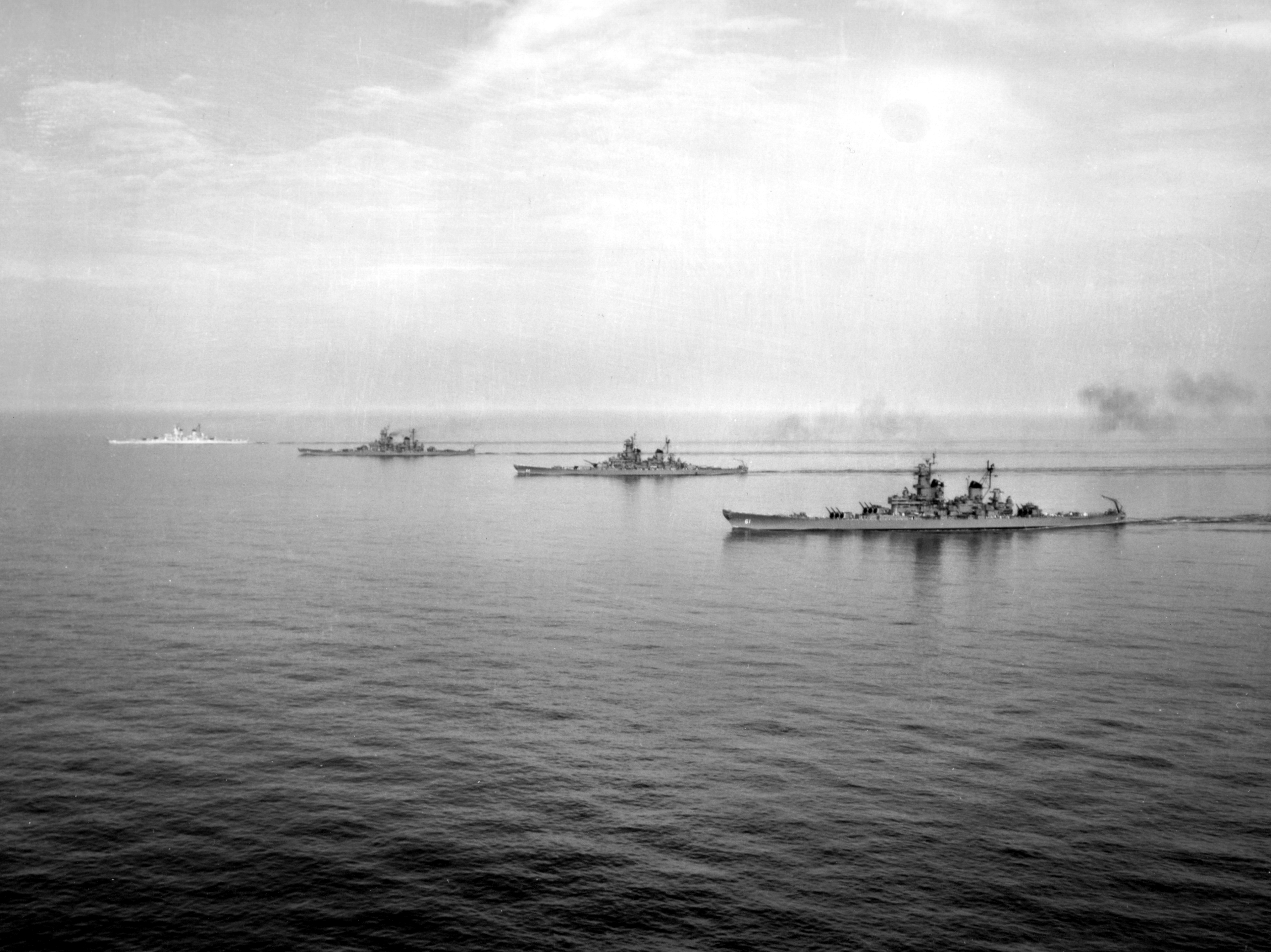
Усі лінкори класу «Айова» (зліва направо: «Нью-Джерсі», «Міссурі», «Вісконсин», «Айова» біля Вірджинія-Кейпс. 7 червня 1954

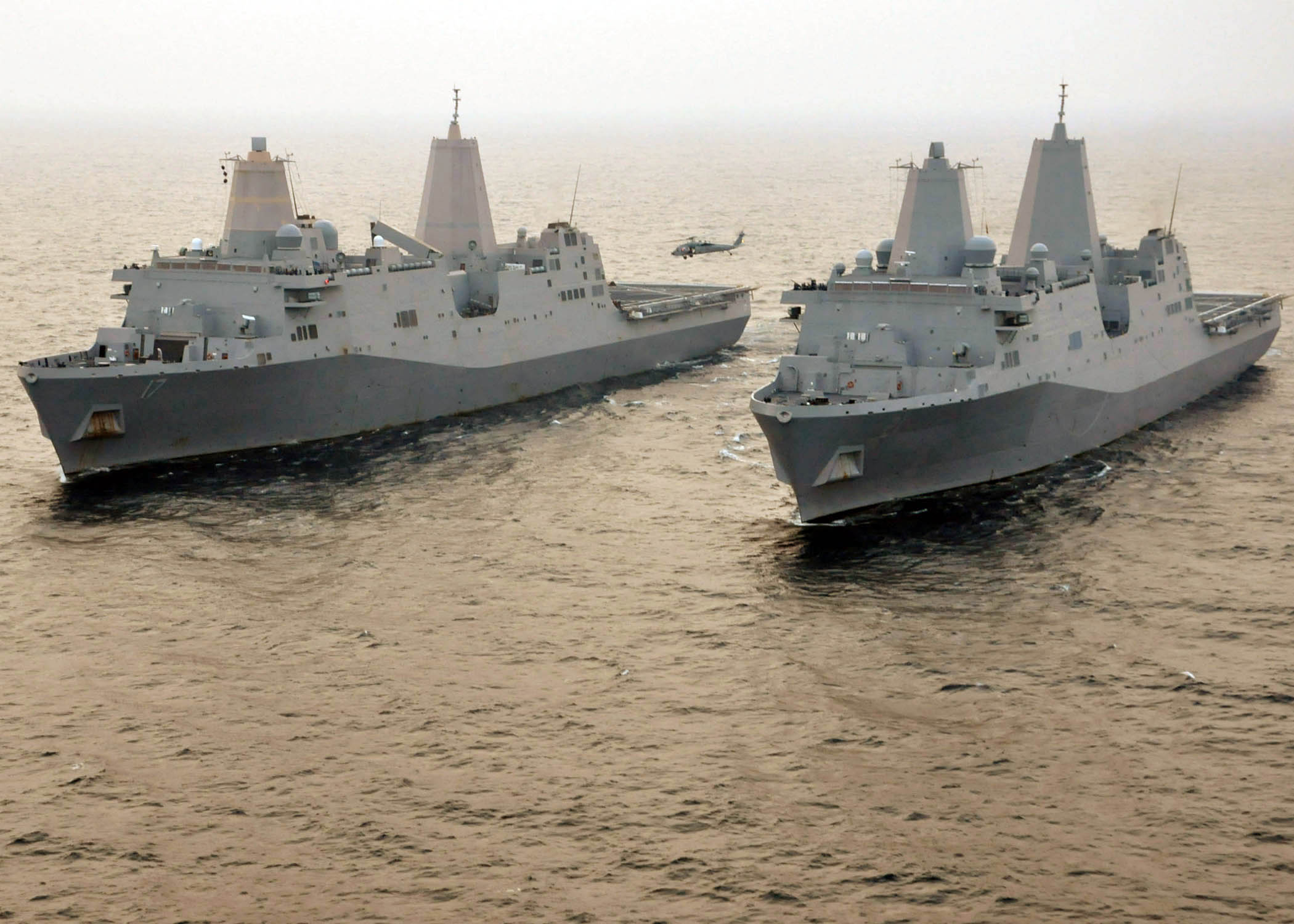
Десантні транспорти-доки класу «Сан-Антоніо»: «Сан-Антоніо» та «Нью-Йорк». Червень 2011

Серійні кораблі, кораблі-побратими, кораблі-близнюки або систер шип (англ. Sister ship) — кораблі (судна) одного класу, тобто розроблені за одним проєктом, ідентичні або подібні за складом озброєння, технічними засобами, зовнішнім виглядом, облаштуванням, водотоннажністю та термінами побудови.
У Сполучених Штатах, наприклад, прийнята система, коли планований військовий корабель з визначеними його основними параметрами, затверджується Конгресом, після чого він стає головним судном у його класі, і за цими затвердженими основними показниками будуються наступні кораблі класу, а сам клас отримує назву першого корабля.
У типології кораблів і суден країн Заходу (США, Великої Британії, Німеччини, Італії), та класифікацій, прийнятих у радянських, а тепер російських флотах і деяких країн «Східного блоку» (Болгарії, Польщі і давніше України) склались принципові розбіжності. Частина російських авторів «класи» в західному розумінні називає «типами» і навпаки. У давніших класифікаційних схемах, а також у сучасних номерних позначеннях трапляються винятки: деякі британські «класи» за іменами кораблів іменуються «типами» за номерами серій. В той же час самі росіяни не завжди дотримуються «перевернутої» системи клас/тип як у цивільних класифікаціях
, де типами суден названі «балкери, контейнеровози, ролкери, ліхтеровози, рефрижераторні, пасажирські судна, танкери», так і у військових, де однотипними кораблями (Sister ship) називають  кораблі саме одного класу, а не типу.
Міністерство оборони України називає кораблі, створені за одним проєктом, «серійними», а перший корабель такої серії — «головним».
На сайті Міжнародної морської організації (ММО), пов'язаної з ООН UNSTAD типами цивільних суден названі "нафтові танкери, балкери, суховантажні судна, контейнеровози" та інші, і викладені численні регуляторні документи щодо типів вантажів та вимог їх безпечного перевезення морським транспортом.
У 2006 році ММО прийняла резолюцію MSC/Circ.1158, яка дала визначення критеріям кораблів (суден) відповідних типів:
- ті, що побудовані на одній корабельні та за одним проєктом;
- відмінності у водотоннажності від головного завантаженого та в повному оснащенні корабля (судна) мають бути у межах від 1 до 2 %, в залежності від довжини судна. На сайті і в офіційних вісниках цієї організації викладаються відповідні домовленості та угоди щодо вимог до безпечного перевезення вантажів як для безпеки кожного з типів транспортних засобів та їх персоналу, безпеки самих вантажів, а також безпеки для навколишнього середовища, особливо що стосується радіоактивних, токсичних та загрозливих для природного середовища вантажів. Тому до відповідних типів суден втавляться специфічні вимоги безпеки[7]/

У класифікації військових кораблів також є відповідні класифікаційні системи, які часто є предметом міжнародних договорів, обмежень і домовленостей. Існують доволі складні системи нумерації всередині типів і класів цих кораблів, пов'язані з їхнім функціоналом та озброєнням.
Важливість дотримання подібних класифікацій між державами стосовно суден одного класу зумовлена також тим, що згідно з Конвенцією про арешт суден 1952 року, підписантом якої є й Україна серед 18 інших країн, за заподіяну шкоду може бути заарештоване не лише судно, яке безпосередньо спричинило збитки, але й інше рівноцінне (Sister ship, або судно того самого класу). У пізніших модифікаціях 1993 та 1999 років формулювання про «sister ships» було змінене на «associated ships» (причетні судна), оскільки насправді знаходити і затримувати лише судна одного класу, належні одному власнику-порушникові Конвенції було важко або нереально.
Серед найвідоміших кораблів одного класу є:
- пасажирські лайнери британської компанії White Star Line «Олімпік», «Титанік» та «Британнік»[12];
- німецькі лінійні кораблі «Тірпіц» і «Бісмарк» класу «Бісмарк»[13];
- американські лінійні кораблі «Айова», «Нью-Джерсі», «Міссурі», «Вісконсин» класу «Айова»[14];
- круїзні лайнери компанії Royal Caribbean International Explorer of the Seas, Adventure of the Seas, Mariner of the Seas, Voyager of the Seas та Navigator of the Seas[15].